# De rare doedelzak
De rare doedelzak is het 121ste stripverhaal van Jommeke. De reeks wordt getekend door striptekenaar Jef Nys.

## Verhaal
De boosaardige Mac Rums zijn weer van de partij. Ze vinden een vreemd voorwerp dat op een doedelzak zonder pijpen lijkt. Op een bijhorend papiertje lezen ze dat het instrument aan de Jampuddings toebehoort en dat de ontbrekende pijpen de sleutel zijn tot de schat van de Jampuddings. Meer informatie hebben de Mac Rums niet nodig om tot actie over te gaan. Een uitstekende gelegenheid om Mic Mac Jampudding een hak te zetten en nog rijker te worden. Op een gegeven moment kan Mac Rum, Jampudding uit zijn kasteel verdrijven.
Toevallig maken Jommeke, Filiberke en Flip samen met Jan Haring een zeetocht. Ze ontvangen een S.O.S.-bericht van Jampudding en reizen meteen richting Schotland. Aangekomen worden Jommeke en zijn vrienden al snel gevangengenomen, maar kunnen via een ondergrondse gang ontsnappen. Intussen zoeken de Mac Rums naar de doedelzakpijpen. Via de ondergrondse gang komen Jommeke en zijn vrienden het kasteel terug binnen. Uiteindelijk kunnen de vrienden de Mac Rums overmeesteren en uitschakelen. Tot slot worden de doedelzakpijpen gevonden, vervolgens aan de doedelzak bevestigd, en speelt Jampudding er een lied mee. Plots gaat er een geheim luik open. Er komt een doedelzak met gouden pijpen tevoorschijn.